# Aspledón

Mapa de ciudades de la antigua Beocia. Aspledón se situaba al norte, cerca del límite con el territorio de Lócride.

Aspledón (en griego, Ασπληδών) es el nombre de una antigua ciudad griega de Beocia, que fue mencionada por Homero en el catálogo de las naves de la Ilíada, aunque en un contingente separado del de los beocios.
Estrabón dice que tanto la ciudad como su región cambiaron de nombre a Eudíelo, cuyo nombre significa «visible desde lejos» o «expuesto al sol», lo cual era aplicable a la ciudad en la medida de que, al estar orientada al sudoeste, le daba una mayor exposición al sol que otras ciudades. Sin embargo, Pausanias dice que el lugar fue abandonado por sus habitantes por carecer de agua.

## Mitología griega
Pausanias dice que el nombre de la ciudad deriva de Aspledón, hijo de Poseidón y Midea, lo que ilustra con unos versos de un poeta poco conocido en su tiempo llamado Quersias:

De Poseidón y la ilustre Midea
 nació Aspledón, en una amplia ciudadela.
Pausanias IX,38,9.

## Localización
Suele localizarse cerca de un pueblo llamado Pirgos, 6 km al noreste de Orcómeno, aunque esta distancia es bastante superior a la señalada por Estrabón, que la cifra en veinte estadios (unos 3,6 km).